# Thinophilus mirandus
Thinophilus mirandus är en tvåvingeart som beskrevs av Becker 1907. Thinophilus mirandus ingår i släktet Thinophilus och familjen styltflugor. Inga underarter finns listade i Catalogue of Life.